# Aïn Sebt
Aïn Sebt (em árabe: عين السبت) é uma comuna localizada na província de Sétif, Argélia. Sua população estimada em 2008 era de 14 798 habitantes.